# 다운폴 (영화)
《다운폴》(독일어: Der Untergang)은 제2차 세계 대전 막바지였던 1945년 4월 아돌프 히틀러의 마지막 10여 일간의 시간을 다룬 영화이다. 당시 독일은 소련군과 연합군에 의해 대부분의 지역이 점령되고 나라가 베를린을 비롯한 일부 지역들만 미점령지로 남아 소련군에 전면 포위되어 있는 상태였다. 감독은 올리버 히르비겔이며 장르는 전쟁 드라마이다. 제작 국가는 독일이며 2004년에 개봉했다.

## 줄거리
영화 '다운폴'은 제2차 세계대전 말기 베를린 전투를 배경으로, 패망 직전의 나치 독일과 아돌프 히틀러의 마지막 날들을 그린 역사 전쟁 드라마이다. 1942년, 히틀러는 자신의 비서로 트라우들 융에를 선택하고, 그녀는 기쁨에 벅찬다. 1945년 4월, 소련군은 베를린으로 진격하고, 히틀러는 베를린을 떠나라는 만류에도 불구하고 벙커에 남아 최후를 맞이하려 한다.
히틀러는 자신의 생일날에도 후퇴를 금지하고, 반격을 명령하지만 현실적으로 불가능하다는 것을 알게 된다. 그는 훈장을 수여하며 군인들을 격려하지만, 그의 광적인 명령에 장군들은 절망한다. 히틀러는 독일 국민들이 나약하고 죽어 마땅하다고 생각하며, 파괴적인 정책을 고수한다. 벙커 내에서는 파티가 열리지만 포격 소리가 끊이지 않고, 측근들조차 탈출을 권유하지만 에바 브라운은 히틀러와 함께 남기로 한다.
전선에서는 후퇴 명령을 내렸다는 오해를 받은 장군이 히틀러에게 해명하고, 베를린 방어를 맡게 된다. 히틀러는 슈타이너의 공격 실패에 격노하며, 모든 장군들이 자신을 배신했다고 질책한다. 그는 패배를 인정하지만 베를린을 떠나지 않고 자살을 택할 것을 다짐한다.
나치 고위 인사들은 현실을 직시하려 하지 않거나 자신의 안위를 걱정하며 혼란스러워한다. 히틀러는 괴링을 반역자로 몰아 체포하고, 히틀러의 밀약 시도를 알게 되자 극도로 분노하며 처형을 명령한다. 또한 자신의 명령을 거부한 페겔라인을 처형한다. 절망 속에서 많은 이들이 자살을 택하고, 히틀러 또한 자신의 애인 에바 브라운과 함께 자살한다. 그들의 시신은 화장된다. 
괴벨스는 총리 자리에 오르지만 소련군과의 휴전 협상 실패 후 가족과 함께 자살한다. 베를린의 독일군은 무조건 항복하고, 벙커의 생존자들은 탈출을 시도한다. 융에는 도시를 벗어나고, 군인이었던 소년 페터도 그녀와 함께 베를린을 탈출한다. 영화는 히틀러의 마지막 날들을 그의 측근들의 시각에서 보여주며, 전쟁의 비극과 나치 정권의 몰락을 실감나게 묘사한다.

## 출연

### 주연
- 브루노 간츠
- 알렉산드라 마리아 라라
- 코리나 하르포우흐
- 울리히 마테스
- 율리아네 쾰러
- 하이노 페르히
- 크리스티안 베르켈

### 조연
- 마티아스 하비흐
- 토마스 크레치만

## 기타
- 원작자: 트라우들 융에
- 원작자: 멜리자 뮬러
- 미술: 베른트 레펠
- 의상: 클라우디아 봅신
- 배역: 안 도르테 브라커

## 인터넷 유행
인터넷 공간에서 이 영화를 패러디한 매체가 유행하게 되었다. 영상에서 원래의 독일어 대사와는 전혀 상관없는 자막을 바꿔 넣는 방식으로 패러디되며, 주로 패러디되는 부분은 극중 시점으로 나치 독일군이 사면초가에 놓인 1945년 4월 22일 오후에 작전회의를 하다가 나치 독일군의 패색이 점점 짙어져 가는 와중에 펠릭스 슈타이너 SS대장이 베를린 북부에 공격을 가하면 상황이 나아질 것이리라 기대했으나 곧 그럴 수 없을 것이라는 사실을 깨닫고는 히틀러가 울분을 참지 못하고 소리를 지르다가 체념하는 부분이다. 한때 제작사 측이 저작권 문제를 제기하여 패러디물을 차단한 적이 있지만, 올리버 히르비겔 감독이 이러한 패러디에 대해 긍정적인 반응을 보이면서 현재 패러디물에 대한 차단은 이루어지지 않고 있다.